# Bristol (Wisconsin, Kenosha megye, község)
Bristol falu az Amerikai Egyesült Államok Wisconsin államában, Kenosha megyében.

## Népesség
A település népességének változása:

| 2010 | 2 584 |
| 2020 | 5 192 |